# Nardwuar
John Ruskin (sinh ngày 5 tháng 7 năm 1968), được biết đến nhiều hơn với tên Nardwuar, hoặc Nardwuar the Human Serviette, là một nhà phỏng vấn và nhạc sĩ người Canada đến từ Vancouver, British Columbia. Ông là ca sĩ chính và người chơi keyboard cho The Evaporators.
Nardwuar bắt đầu làm truyền thông tại đài phát thanh CITR 101.9 FM của Đại học British Columbia ở Vancouver. Chương trình của ông được phát vào các buổi chiều thứ sáu hàng tuần kể từ tháng 10 năm 1987. Chương trình có sự kết hợp của đa dạng thể loại âm nhạc, cùng với các cuộc phỏng vấn và bình luận. Các cuộc phỏng vấn của Nardwuar thường được chiếu trên chương trình Going Coastal của MuchMusic, hoặc được in trong tạp chí Chart . Mặc dù mục tiêu yêu thích của Nardwuar là các nghệ sĩ âm nhạc, ông chia sẻ rằng mình sẵn sàng phỏng vấn bất kỳ người nổi tiếng nào. Ông cũng đôi khi xuất hiện với tư cách là người dẫn chương trình khách mời và người phỏng vấn trên CBC Radio 3 và bắt đầu chương trình hàng tuần của riêng mình trên đài phát thanh dạng tự do WFMU chạy từ năm 2009 đến năm 2013.
Một cuộc phỏng vấn điển hình sẽ bắt đầu với câu "Bạn là ai?", tiếp theo là "Đến từ đâu?" nếu đối tượng không tình nguyện chia sẻ thông tin về họ. Mỗi cuộc phỏng vấn sẽ kết thúc với các câu "Keep on rockin' in the free world" ("Hãy tiếp tục nhảy trong thế giới tự do") và câu đánh nhịp "doot doola doot doo ... " của đoạn "Shave and a Haircut", mà người được phỏng vấn dự định sẽ trả lời bằng câu cuối cùng "doot doo!" trước khi Nardwuar đứng yên ngoác miệng cười cho đến khi máy quay tắt. Các cuộc phỏng vấn cũng thường kết thúc bằng việc Nardwuar hỏi người được phỏng vấn "Tại sao mọi người nên quan tâm đến [tên người được phỏng vấn]?" . Khi được yêu cầu giải thích tên của mình, Nardwuar đã nói rằng đó là "một cái tên ngớ ngẩn, ngu ngốc như Sting hoặc Sinbad"; rằng "Human" đến từ bài hát "Human Fly" của The Cramps ; và "Serviette" đó xuất phát từ thực tế là "ở Hoa Kỳ, họ không có serviette (một loại khăn ăn trong văn hoá Anh), họ có napkin (loại khăn ăn khác thường thấy hơn)".  

## Đầu đời
Nardwuar sinh ra với tên khai sinh là John Ruskin tại Vancouver, British Columbia, vào năm 1968. Cha ông, Vernon, là một kỹ sư và mẹ ông Olga Ruskin (nhũ danh Bruchovsky) là một nhà báo địa phương, giáo viên lịch sử trung học và sử gia. Bà đã xuất bản cuốn sách về nhân vật lịch sử Vancouver "Gassy Jack" John Deighton. Bà Olga đã cho ông tiếp xúc với lịch sử địa phương bằng cách đưa đến các buổi toạ đàm về lịch sử. Ở trường tiểu học, Nardwuar đã giành chiến thắng trong một cuộc thi hùng biện trước đám đông và là một vận động viên chạy cự ly dài.
Nardwuar học tại trường trung học Hillside ở Tây Vancouver, nơi ông là thành viên của hội học sinh. Thông qua hội học sinh, ông bắt đầu thuê các ban nhạc cho các sự kiện của trường, và thực hiện cuộc phỏng vấn đầu tiên của mình, với Art Bergmann của nhóm Poisoned. Ông được nhận vào học tại Đại học British Columbia (UBC) năm 1986, cùng năm ông đổi tên thành Nardwuar. Ông bắt đầu làm tình nguyện viên tại đài phát thanh của trường, CITR. Trong khi học lịch sử tại UBC, Nardwuar đã viết các bài báo về Cầu Cổng Sư tử ở Vancouver và vụ ám sát John F. Kennedy. Ông tốt nghiệp năm 1990 với bằng cử nhân lịch sử.

## Sự nghiệp

### Phỏng vấn các nhạc sĩ
Nardwuar luôn nghiên cứu rất sâu và rộng các thông tin về người được phỏng vấn. Trong một cuộc phỏng vấn với Skrillex, ông đã đưa ra CD đầu tiên của nghệ sĩ này có tên Sonny Moore. Skrillex sau đó đã chất vấn người quản lý của mình cũng như bạn gái Ellie Goulding khi đó, người tiết lộ rằng họ không hề biết về quá khứ của Skrillex. Trong một cuộc phỏng vấn với Pharrell Williams từ N.E.R.D., Nardwuar đã lôi ra một đĩa nhựa ghi âm bản thu đầu tiên của Pharrell, khiến anh ấy khựng lại và nói, “Đây là... đây là... Đây là một trong những cuộc phỏng vấn ấn tượng nhất mà tôi từng trải qua trong đời. Tôi nghiêm túc đấy." Sau đó trong cuộc phỏng vấn, Pharrell nói, "Nghiên cứu của bạn là không ai sánh kịp. Không ai sánh kịp." Trong một cuộc phỏng vấn năm 2010 với rapper Drake và nhà sản xuất 40 của anh ấy, Drake đã mô tả cuộc phỏng vấn của Nardwuar là "tuyệt nhất mà tôi từng tham gia trong suốt cuộc đời mình". Trong một cuộc phỏng vấn với Ludacris, Nardwuar đã đề cập đến một người bạn thời trung học, Vanesha, mà Ludacris đã trả lời rằng: "Cậu thật điên rồ đấy, biết không vậy?" tiếp theo là, "Làm thế quái nào mà cậu lại phát hiện ra điều đó? Cái quái gì đang diễn ra vậy?".
Do phong cách ngớ ngẩn và lập dị của mình, ông đã bị tấn công bằng lời nói, đe dọa thể xác và đe dọa bởi những người như Sebastian Bach của Skid Row (người lấy cắp chiếc bánh mì yêu thích của Nardwuar), ban nhạc Quiet Riot (đã rượt đuổi Nardwuar và đội ngũ trên đường phố), Sonic Youth   và Dave Rowntree của Blur. Alice Cooper, Henry Rollins, Travis Barker, Lydia Lunch, Harlan Ellison, Beck, Nas, và những người khác đã coi thường anh ta hoặc gây hấn bằng lời nói trong các cuộc phỏng vấn.  Chris Fehn của Slipknot,  Kid Cudi  và Lil Uzi Vert  (một cách vui vẻ) đã bỏ dở giữa chừng sau các cuộc phỏng vấn. Thông thường, trải nghiệm này khiến những người nổi tiếng bối rối. Các thành viên của GWAR đã cố gắng không cười khi đang diễn.  Jello Biafra rất ấn tượng với phong cách phỏng vấn du kích của ông, nhưng đã tỏ ra nổi nóng trong một cuộc phỏng vấn năm 2000 khi Nardwuar bắt đầu thảo luận về vụ kiện của các cựu thành viên ban nhạc Dead Kennedys chống lại Biafra.  Dave Rowntree của Blur đã xin lỗi Nardwuar vào năm 2011 vì hành vi của mình trong một cuộc phỏng vấn năm 2003, gọi đó là "một trong những điều tôi xấu hổ" và gọi hành động của mình là "bắt nạt". Nardwuar đã chấp nhận lời xin lỗi thông qua Twitter.
Một số đối tượng của Nardwuar nhận biết phong cách lập dị của anh ta và xoay sở để đảo ngược tình huống, đặc biệt là Iggy Pop, David Cross, Steel Panther, Mudhoney, "Weird Al" Yankovic, Lil B  và Eric Andre. Một số giải thích các trò đùa tinh nghịch của ông tỏ ra không tôn trọng một cách cố ý, bao gồm Nas và nhà làm phim khiêu dâm Al Goldstein. Henry Rollins nhận thấy Nardwuar là một người không trung thực, nói rằng “Tôi thích nhân vật mà bạn đang đóng. Tôi thích rằng bạn có thể bật và tắt nó. Thật dễ thương. "  Nardwuar đã cố gắng liên lạc với Courtney Love, lần đầu tiên vào năm 1991 qua điện thoại, nói về những cây đàn guitar của Danelectro và hỏi về hộp thư PO của bà trước khi bà kết thúc cuộc trò chuyện. Sau đó, ông đã có cơ hội thực hiện một buổi phỏng vấn đầy đủ về bà sau khi lẻn vào hậu trường phòng thay đồ tại buổi trình diễn của Hole năm 1993 ở Vancouver, BC, và một lần nữa vào tháng 11 năm 1994 ở hậu trường Commodore Ballroom. Love cũng có mặt trong cuộc phỏng vấn của Nardwuar với Nirvana vào tháng 1 năm 1994 tại hậu trường của Diễn đàn Vancouver.

### Phỏng vấn nhân vật không phải là nhạc sĩ
Nardwuar cũng được biết đến là một "nhà báo du kích", thường lẻn vào các cuộc họp báo dưới vỏ bọc của một phóng viên chính thống để đối đầu với các nhà lãnh đạo chính trị hoặc những người nổi tiếng không thuộc lĩnh vực âm nhạc khác bằng những câu hỏi siêu thực hoặc khó hiểu. Các mục tiêu chính trị không ở Canada của ông bao gồm Tổng thống Liên Xô Mikhail Gorbachev, cựu Tổng thống Hoa Kỳ Gerald Ford và cựu Phó Tổng thống Hoa Kỳ Dan Quayle. Nardwuar cũng đã nhắm đến nam diễn viên Crispin Glover và người chữa bệnh bằng đức tin Ernest Angley, hỏi Angley liệu có cách nào chữa khỏi "The Summertime Blues" hay không, Angley giận dữ trả lời: "Ôi tôi ước gì bạn im đi được không. Bạn biết bản thân thậm chí còn chẳng hài hước. Bạn thật may mắn vì Chúa không đánh chết bạn đấy."

### Phỏng vấn các chính trị gia Canada
Tháng 11 năm 1997, Nardwuar cắt hết tóc và lẻn vào một hội nghị APEC để hỏi Jean Chrétien xem anh ta có ủng hộ việc xịt hơi cay của những người biểu tình bên ngoài hay không. Chrétien, dường như không biết về vụ việc và không biết thuật ngữ tiếng Anh "mace" ("gậy, chùy") và "pepper spray" ("bình xịt hơi cay", nhưng cũng có thể dịch là "rắc tiêu") được dùng để chỉ điều gì, đã trả lời bằng một câu nói đã trở nên nổi tiếng ở Canada: “Đối với tôi, hạt tiêu ("pepper") là để rắc lên đĩa."
Vào tháng 6 năm 2004, Nardwuar đã thuyết phục được Paul Martin, cựu Thủ tướng Canada, thích thú chơi một ván nhanh của trò chơi "Hip Flip" của Hasbro khi ông đang trên đường tới buổi tranh cử. Sau khi Martin thắng cử, Nardwuar đã nhận xét về khả năng tiên đoán tuyệt vời của "Hip Flip", bởi vì cả hai ứng cử viên còn lại đều không thực hiện màn này. Trong một chuyến đi vận động tranh cử đến Vancouver vào tháng 12 năm 2005, Nardwuar đã kết thúc một cuộc phỏng vấn với cố lãnh đạo Đảng Dân chủ Mới Jack Layton—người trong cuộc gặp gỡ đầu tiên của họ đã được hướng dẫn chơi trò chơi và nói rằng ông sẽ luyện tập cho lần gặp mặt tiếp theo của họ—với một cú lắc hông phối hợp thành công. Thủ tướng thứ 22 Stephen Harper là ứng cử viên lớn duy nhất từ cuộc bầu cử năm 2004 chưa từng biểu diễn thành công "Hip Flip" với Nardwuar. Nardwuar đã được lực lượng bảo vệ của Harper hộ tống ra ngoài khi cố gắng bắt đầu trò chơi. Trong cuộc bầu cử liên bang Canada năm 2015, nhà lãnh đạo liên bang đầu tiên hoàn thành trò chơi Hip Flip là Justin Trudeau, người đã hoàn thành vào ngày 10 tháng 9 sau một cuộc họp báo ở Vancouver. 
Thủ hiến Christy Clark (đảng Tự do), Thủ hiến John Horgan (NDP) và Andrew Weaver (Đảng Xanh) đều đã thực hiện Hip Flip trong cuộc tổng tuyển cử năm 2017 của British Columbia.
Trong cuộc bầu cử liên bang ở Canada năm 2019, lãnh đạo Đảng Dân chủ Mới Jagmeet Singh là người đứng đầu đảng chính trị duy nhất cố gắng thực hiện Hip Flip. 
Trong chiến dịch bầu cử liên bang Canada năm 2021, cả lãnh đạo Đảng Dân chủ Mới Jagmeet Singh và lãnh đạo Đảng Xanh của Canada Annamie Paul đã hoàn thành Hip Flip. 

## Di sản
Video âm nhạc cho bài hát năm 2005 "Twisted Transistor " của Korn là một tác phẩm tài liệu châm biếm bao gồm một nhà làm phim tài liệu hư cấu tên "Rob Piner", người có hành vi và ngoại hình dựa trên Nardwuar.
Trong một video tháng 10 năm 2012 được đăng lên YouTube có tựa đề 'Seanwuar', rapper Sean Price ăn mặc tương tự như Nardwuar, phỏng vấn Pharoahe Monch, đồng nghiệp cùng hãng thu âm Duck Down Records, bắt chước phong cách đặc biệt của Nardwuar và thực hiện cuộc phỏng vấn theo phong cách tương tự, sử dụng nhiều đặc điểm nổi bật của Nardwuar, chẳng hạn như sử dụng cách tặng quà của anh ấy và kết thúc cuộc phỏng vấn với một giao dịch bằng giọng nói từ bài 'Tutti Frutti' của Little Richard thay vì đoạn âm thanh từ 'Shave and a Haircut'.
Vào tháng 1 năm 2013, Brother Ali đã phát hành một bài hát có tên "Nardwuar", để kỷ niệm cuộc phỏng vấn của anh với Nardwuar; bài hát có phần beat được lấy từ một trong những đĩa hát mà Nardwuar đã tặng Ali như một món quà.
Tại Liên hoan phim South by Southwest năm 2013, đạo diễn Brent Hodge và nhà sản xuất Chris Kelly đã thực hiện một bài hồi tưởng về sự nghiệp của Nardwuar cho Time .
Trong South by Southwest 2013, Pharrell Williams đã tinh nghịch lật ngược thế cờ và phỏng vấn Nardwuar ngay sau cuộc phỏng vấn của chính mình, cố gắng bắt chước phong cách phỏng vấn đặc trưng của Nardwuar.
Trong mixtape Innanetape năm 2013 của mình, Vic Mensa đã nhắc đến Nardwuar trong bài hát "Tweakin' (feat. Chance the Rapper )" với lời bài hát "Thumbs up to the camera like Nardwuar" ("Giơ ngón tay cái lên trên trước máy quay như Nardwuar.") 
Trong khi Nardwuar đang hồi phục sau ca phẫu thuật tim, Kyle Mooney đã tạo ra một cuộc phỏng vấn giả Nardwuar với Matt Mondanile.
Trong album Top of the Line năm 2016 của anh ấy, trong bài hát cùng tên, Rittz nhắc đến Nardwuar với lời bài hát "shit I can't recall the last 15 years wishing I could do an interview with Nardwuar" ("chết tiệt, tôi không thể nhớ lại 15 năm qua ước gì tôi có thể thực hiện một cuộc phỏng vấn với Nardwuar").
Bài hát "Night Song" trong EP Brothers of Destruction của The Lemon Twigs năm 2017 có dòng "we saw the highway patrol taking selfies with Nardwuar" ("chúng tôi đã thấy người tuần tra đường cao tốc chụp ảnh tự sướng với Nardwuar.") 
Ngày 29 tháng 9 năm 2019 được tuyên bố là "Ngày Nardwuar" tại Vancouver bởi Kennedy Stewart, Thị trưởng Vancouver.
Vào năm 2019, Nardwuar đã được giới thiệu vào BC Entertainment Hall of Fame và được đặt ngôi sao trên đại sản của họ trên Phố Granville ở Trung tâm thành phố Vancouver.
Lil Uzi Vert đã lấy mẫu từ cuộc phỏng vấn năm 2018 với Nardwuar cho bài hát "Futsal Shuffle 2020".
Ca khúc "Merlin's Staff" từ mixtape năm 2021, Sin City The Mixtape, của Ski Mask the Slump God có câu "They all about ya, know about ya, no Nardwuar" ("Tất cả về bạn, biết về bạn, không có Nardwuar"). 

## Đời tư

### Sức khỏe
Vào ngày 10 tháng 7 năm 1999, Nardwuar bị co giật và tê liệt tạm thời do xuất huyết não (khiến phải hủy bỏ cuộc phỏng vấn phục kích theo kế hoạch của ông về Courtney Love), nhưng nhanh chóng hồi phục. Vào ngày 6 tháng 12 năm 2015, ông bị đột quỵ và được xuất viện sáu ngày sau đó.  Vào ngày 25 tháng 1 năm 2016, Nardwuar đã tiến hành phẫu thuật sửa chữa một lỗ thủng giữa hai buồng tim, có khả năng là nguyên nhân dẫn đến đột quỵ của ông.